# Нулевой километр Беларуси
Нулево́й киломе́тр Беларуси (бел. Нулявы кіламетар Беларусі) — культовый знак, обозначение нулевого километра дорог Республики Беларусь.

## История
Минск стал губернским городом вскоре после второго раздела Речи Посполитой (1793 год). Минские дороги привели в порядок.
С 6 сентября 1795 года начался регулярный «почтовый» пассажиропоток, а упорядоченные почтовые тракты обеспечили нормальную транспортировку грузов. Каждая верста на почтовых трактах отмечалась верстовым столбом. Возле почты устанавливался столб («нулевая верста») — начало всех трактов губернии.
В районе площади Нового места (ныне сквер у театра им. Янки Купалы) проходила ежегодная контрактовая ярмарка. Примерно здесь же стояла когда-то «нулевая верста» Минской губернии.
Во время реконструкции на Октябрьской площади 1998 году, был вновь установлен знак отсчёта дорог, получивший название «нулевой километр». До этого нулевой километр отсчитывался от Главпочтамта. Установленный новый знак оказался ровно на 1 км в стороне от Главпочтамта.

## Описание
Памятник изготовлен из гранита в форме пирамиды, символизирует вечность и прочность. Вытесан в Португалии. Обрамляют знак бронзовые картуши, на которых размещены: карта дорог, латинское изречение, стихи, написанные Якубом Коласом. На бронзовой отмостке «Нулевого километра» указаны расстояния от Минска до столиц соседних с Беларусью государств, областных и районных центров Беларуси. На юго-восточной стороне пирамиды на медальоне надпись: «Начало дорог Беларуси». До Киева — 573 км. До Гомеля — 315 км. До Москвы — 700 км. До Могилёва — 199 км. Авторы знака: архитектор А. Сардаров, скульптор А. Финский, художник по металлу В. Заведеев.